# Gruppo Sciscione
Il Gruppo Sciscione, composto (al 2022) da Gold TV S.r.l., Telemontegiove S.r.l., GMH S.p.A. (ex GM Comunicazione S.r.l.), Italia TV S.r.l. (ex Canale 10 S.r.l.), ABC S.r.l., Mediacom S.r.l., Linea Mobile S.r.l., Media Group S.r.l. e Promo Italy S.r.l., NetWeek S.p.a ed un insieme di altre società italiane di proprietà della famiglia Sciscione attive nella produzione e distribuzione di reti televisive, tra cui l'emittente locale romana capofila "Gold TV" e diversi canali nazionali e regionali. Dal 1º gennaio 2024 è stato creato il circuito televisivo Netweek trasmesso da varie tv locali di proprietà o affiliate.

## L'attività a livello regionale

### Lazio

#### Storia
Il Gruppo Sciscione nasce ad opera di Gianfranco Sciscione e di altri imprenditori, il 1º maggio 1978 mediante l'avvio delle trasmissioni in maniera continuativa dell'emittente televisiva Telemontegiove (oggi Lazio TV).
L'emittente locale Gold TV nasce a Roma il 1º maggio 1988 come seconda rete dell'emittente di Terracina TeleMonteGiove, successivamente diventata Lazio TV.
Negli anni '90 TeleMonteGiove divenne affiliata del circuito Italia 9 Network: in seguito il fondatore Gianfranco Sciscione diventerà componente del consiglio di amministrazione della syndication a partire dal 1998 e presidente dal 2009, aggregando così Italia 9 Network, nei suoi ultimi anni di vita, al Gruppo Sciscione.
Nel corso degli anni, Gold TV ha realizzato programmi musicali, culturali, per ragazzi, sportivi e d'informazione. Tuttavia, dagli anni 2000, le televendite hanno assunto un sempre maggiore peso nella programmazione.
Con l'ingresso di Gold TV nel digitale terrestre, nel 2010 vennero create alcune TV tematiche: "Gold Cartoon", che trasmetteva cartoni animati (tra cui Tom e Vicky i 3 orsetti, Bryg splatz, Wilf apprendista maghetto, Ghost busters); "Gold Sport", che trasmetteva rubriche sportive, "Gold Movie", che trasmetteva repliche di film e telefilm acquistati dalle library di network italiani e stranieri, "Gold TV Shop", "Gold Showroom". Queste emittenti sono state chiuse nel 2011. Un altro canale locale edito dal gruppo, "Silver TV", è stato aperto a maggio 2011 e chiuso ad agosto 2014, per essere poi sostituito da un duplicato di One TV: dal 21 dicembre 2012 alla sua chiusura, l'emittente trasmetteva in alcune fasce orarie i programmi di Sabinia TV.
Dal 2011 il mux Gold TV ha offerto ospitalità ad alcune emittenti locali di altre regioni, fra cui TV7 Triveneta e Primarete (quest'ultima rimossa ad inizio 2017).
Da dicembre 2018 Gold TV annuncia la costruzione di progetti televisivi dedicati all'informazione locale per la provincia di Viterbo: per questo scopo viene inizialmente creato il canale Tele Lazio Nord, che inizierà dal 14 gennaio 2019 a trasmettere con LCN 664 sia sul mux Gold TV trasmesso da Viterbo sia sul mux Televita e poi sui mux Italia 7 Toscana ed Umbria con LCN rispettivamente 675 e 629; in seguito a febbraio si annuncia un progetto con simili scopi denominato Gold TV Tuscia.
A febbraio 2019 viene chiusa l'emittente Telemontegiove, sostituita ora all'LCN 672 da una versione alternativa di Gold TV con programmazione differenziata. Nel corso del 2019 Tele Lazio Nord viene eliminata nei mux Televita e Gold TV rimanendo disponibile solo nei mux Italia 7, e da fine ottobre 2019 si associa al circuito Supersix.
A marzo 2020, in occasione della rottamazione dei mux Italia 7, Tele Lazio Nord è l'unico canale edito dal gruppo a scomparire dall'etere in Toscana e Umbria anziché venire ospitato da altri mux: resta disponibile solo in streaming e in digitale in alcune zone del Lazio.

#### Programmazione
Di seguito un elenco dei programmi che Gold TV ha autoprodotto o ha ritrasmesso.
- Festival Italia In Musica
- Gold TG
- Orazi e Curiazi: programma sportivo ideato e condotto dal giornalista Antonio De Bartolo
- Dizionario dei sentimenti: ideato e condotto da Franco Simone, una produzione LDM project
- Lazialità in TV, ideato e condotto da Guido De Angelis
- Rete Sport La Partita Perfetta: con Patrick von Bruck, Daniele Lo Monaco e Valentina Mezzaroma
- 1900 TV
- 80 Nostalgia, programma amarcord dedicato alla cultura degli anni Ottanta del Novecento
- Il processo di Biscardi ai Mondiali
- Olimpopress, trasmissione sportiva ideata e condotta da Massimiliano Morelli
- Quelli di Meeting, trasmissione sportiva ideata e condotta da Giulio Galasso. Tra gli ospiti fissi a rotazione il dott. Ernesto Alicicco, l'ex giocatore Renato Miele, l'Avv. Cesare Persichelli, l'Avv. Ettore Viola, i giornalisti Marco Biccheri e Fabrizio Pacifici, l'On. Pierluigi Fioretti.
- The Zack Files
- Happy cartoon
- Harvey toons
- Le avventure di Tom Sawyer
- Bryger
- Bentornato Pinocchio
- I sogni di Pinocchio
- Coco&Drilla
- Aiuto! Sono un pesce
- He-Man e She-Ra: Il segreto della spada
- Calcio d'Autore, ideato e condotto da Giovanni Lacagnina

Di seguito un elenco dei programmi precedenti trasmessi da Gold TV grazie agli accordi di syndication con Italia 9 Network:
- Bum Bum
- Argai
- Ghost Buster
- Italia 9 News Network
- Bryger
- Robottino
- Clutch Cargo
- Stanlio e Ollio

### Altri canali locali
Gold TV possedeva Canale 15 nelle Marche e Gold TV Molise: entrambi, come Roma ch 71 nel Lazio, hanno utilizzato anche il logo dell'ex circuito locale Cinquestelle, altra proprietà del gruppo.

#### Toscana e Umbria
È stata di proprietà del gruppo anche l'emittente toscana Canale 10, che venne rilevata ad ottobre 2011 dopo mesi di trattative con il gruppo Profit (a cui apparteneva dal 2006) ed una lunga crisi aziendale: l'emittente ha inizialmente ritrasmesso in analogico i programmi di Gold TV Italia, poi dopo lo switch off in Toscana ha assunto il nome "Canale10 CH13" e continuato la programmazione autonoma sull'LCN 13, mentre il suo mux locale ha continuato ad ospitare canali sia di Profit sia di Gold TV. Dal 10 aprile 2014 Canale 10 CH13 è passata sul mux di TVR Teleitalia, che da ora ne produce il palinsesto ed affianca il logo "TVR Più" a quello precedente, mentre sull'LCN 110 del mux Canale 10 resta per un periodo una versione dell'emittente prodotta dal Gruppo Sciscione. Il mux Canale 10 è stato poi unificato con il locale mux Telecampione a novembre 2014 e infine chiuso.
Il 31 luglio 2018 la società ABC S.r.l. appartenente a Gold TV ha concluso l'acquisto della società televisiva locale Il Gelsomino S.r.l., dichiarata fallita all'inizio del mese: con questo atto il gruppo si aggiudica il canale Italia 7 Toscana con le sue prestigiose LCN 17 in Toscana e 19 in Umbria, altri marchi televisivi interregionali minori e i mux posseduti dall'emittente nelle due regioni, comprensivi di frequenze, impianti e postazioni. In conseguenza di questo affitto, dal 23 ottobre i due mux di Italia 7 iniziano ad ospitare Odeon 24, penalizzato da un mese da forti problemi tecnici al mux Alpha che lo rendono indisponibile in molte zone d'Italia; poi il 17 novembre il canale 8 Toscana sull'LCN 71, uno dei marchi minori acquistati dal gruppo, cessa le trasmissioni e viene sostituito dal nuovo Canale 71 Toscana poi rinominato Regione Tv, gestito da Gold TV ma con programmi riconducibili all'emittente campana Europa TV ed al gruppo La9.
Da gennaio 2019, inoltre, l'emittente Canale 10 citata sopra termina la collaborazione con TVR Teleitalia e si trasferisce sui mux Italia 7 Toscana e 8 Toscana sempre con LCN 13, mentre TVR Più diventa un'emittente indipendente sul mux TVR Teleitalia all'LCN 77. Sempre da gennaio il canale inattivo 675 Benessere viene sostituito da Tele Lazio Nord, l'emittente dedicata alla provincia di Viterbo, trasmessa con LCN 675 sul mux toscano e con LCN 629 sul mux umbro.
Al censimento dei diritti d'uso di frequenze locali effettuato dal Mise nell'ottobre 2019, risulta che ABC S.r.l. sia titolare della frequenza UHF 53 in Toscana e in provincia di La Spezia, nonché dell'UHF 25 in provincia di La Spezia; queste frequenze appartenevano in precedenza al gruppo romano di Ies TV, oggi Rainbow Media Communication, che fino ad alcuni mesi prima vi trasmetteva il suo mux toscano (acquistato nel 2017 da Rete 37), e sono ora inattive.
A fine febbraio 2020 diversi canali editi da ABC S.r.l. in Toscana e Umbria (fra cui Italia 7 Toscana, Canale 10 CH13, Gastone Nencini) nonché altri ospitati sul mux Italia 7 (fra cui Telecampione e Sestarete (Toscana)) sono stati trasferiti in affitto sui mux di RTV38: in seguito dall'11 marzo i mux Italia 7 sono stati spenti. In particolare, in Umbria ora Italia 7 si sintonizza sull'LCN 172 mentre sull'LCN 19 arriva Regione TV.

#### RadioBianconera TV, Canale 16 e Canale 18
Il 22 marzo 2019 Gold TV ha annunciato l'acquisto dell'emittente piemontese Telesubalpina e della sua LCN 16 regionale dal Gruppo Editoriale San Paolo, sempre attraverso la controllata ABC S.r.l.; inoltre è stata rilevata la stessa numerazione anche in Valle d'Aosta, dall'editore Mauro Pagliero proprietario di E21 Network. Telesubalpina poco prima della mezzanotte fra il 31 marzo ed il 1º aprile ha iniziato a trasmettere una programmazione fornita da Gold TV, e in seguito è stata sostituita dalla nuova emittente Radiobianconera TV; invece in Valle d'Aosta è stata attivata l'emittente Canale 16, che era già presente da mesi a schermo nero sul mux Rete 7 Aosta. Dall'8 febbraio 2020 Radiobianconera TV è trasmessa anche in Friuli Venezia-Giulia sull'LCN 18 (mux TV7 Triveneta), appartenuta in passato a Telemare.
Il 31 marzo 2020 Radiobianconera TV non è più disponibile come canale autonomo sul digitale terrestre ed è sostituita alle sue LCN da due nuove emittenti locali di Gold TV, Canale 16 (in Piemonte) e Canale 18 (in Friuli).
Il 31 maggio l'emittente ligure Antenna Blu TV chiude definitivamente (assieme a ImperiaTV) e rottama il suo mux: il gruppo Gold TV acquista la LCN principale 16 (precedentemente occupata da queste) ed esordisce Canale 16 anche sul mux Liguria TV. La nuova emittente ritrasmette inizialmente Alma TV, per poi iniziare la programmazione autonoma il 10 giugno.
Il 27 luglio 2021 una società del Gruppo Sciscione ha terminato l'acquisto della LCN 16 anche in Abruzzo: l'emittente locale Telesirio, veicolata a quella numerazione sul suo mux e sul mux TV Sei, ha cambiato nome in "Canale 16", mantenendo tuttavia la sua programmazione e un logo esteticamente simile al precedente. I canali secondari di Telesirio continuano regolarmente a trasmettere e mantengono il loro nome.

#### Lazio
Nel febbraio 2020 ABC S.r.l. diventa proprietaria anche dell'emittente locale romana T9. Tra il 25 e il 26 febbraio il canale principale, sulle LCN 13 e 513, viene aggiunto sul mux di Gold TV e ritrasmette i programmi di Life 120 Network; il mux di T9 resta momentaneamente acceso, ma tutti i canali secondari (T9 Info, T9 Donna, T9 Sport e T9 Casa) vengono spenti. Il 1º giugno 2020 il mux T9 è stato rottamato e quindi definitivamente spento.

## L'attività a livello nazionale
Con il passaggio al digitale terrestre, a partire dal 2012 circa Gold TV diventa un gruppo editoriale a dimensione nazionale, proprietario, attraverso le aziende che lo compongono, di diverse emittenti visibili in tutta Italia.
In particolare, la maggioranza delle LCN e autorizzazioni di trasmissione a livello nazionale appartiene a GM Comunicazione S.r.l. Diversi altri marchi (quelli sulle LCN 128, 129, 130, 131, 132, 138, 140, 147) erano di proprietà di Italia Media S.r.l., in seguito questa società è stata posta in liquidazione a gennaio 2018 e le sue autorizzazioni sono state trasferite a Canale 10 S.r.l. (sempre appartenente al gruppo e in passato proprietaria di Canale 10 in Toscana); al 2021 la società aveva cambiato nome in Italia TV S.r.l. e acquisito la proprietà anche delle LCN 153, 162, 163, 165, 230, 235, 242, 243, 263 e 268. Inoltre il 5 luglio 2019 la società HSE24 S.p.A., con l'entrata nel gruppo Gold TV, ha subito un aumento di capitale acquisendo la titolarità delle LCN 60 e 63 da GM Comunicazione, in aggiunta alle LCN 37, 137, 237 e 537 già gestite. Il 20 settembre 2020 la società HSE24 S.p.A. cambia denominazione in GM24 S.p.A., con socio unico sempre GM Comunicazione S.r.l. L'LCN 61, invece, è stata trasferita nel 2019 alla nuova società Mediacom S.r.l. 
Da marzo 2021 fino a maggio 2022, GM Comunicazione è stata proprietaria del 50%, tramite la controllata GMH S.p.A, di Italia Sport Communication S.r.l., società editrice di Sportitalia e dei suoi canali collegati, che in contemporanea acquista l'LCN 60 fino ad allora utilizzata in affitto. L'LCN 61 è stata in seguito incorporata nuovamente in GM Comunicazione S.r.l. e usata per trasmettere SI SoloCalcio sul digitale terrestre. Il 30 maggio 2022 viene annunciata l'acquisizione da parte di Micri Communication della quota di Italia Sport Communication in mano al Gruppo Sciscione cedendone il controllo societario.
Le LCN 162 e 230 sono state gestite per un certo periodo nel 2020/2021 dalla società Linea Mobile S.r.l.
I canali gestiti da Gold TV hanno subito numerosissime variazioni nel tempo, a causa di nuove creazioni, cessioni, acquisizioni ed anche cambiamenti nelle modalità di diffusione: dalla prevalenza dell'utilizzo di banda su mux locali, comune all'inizio dell'attività, si è passati allo sfruttamento soprattutto di mux nazionali, prevalentemente del mux Rete A 2. In generale, le emittenti nazionali di Gold TV hanno sempre trasmesso, salvo rare eccezioni, una programmazione quasi solo ridotta a lottologia, televendite varie o d'arte e chatline erotiche in orario notturno, attraverso trasmissioni realizzate da aziende specializzate che acquistano spazio televisivo. Il gruppo Gold TV si è inoltre attivamente dedicato alla compravendita di LCN, giungendo a possederne un numero superiore a quello dei canali effettivamente prodotti, e al subaffitto delle proprie proprietà: infatti alcuni canali digitali autonomi, fra cui (fino al 2021) Sportitalia, trasmettono dietro contratto su LCN e spazio trasmissivo di proprietà di Gold TV, la quale si occupa della gestione tecnica delle emittenti.
In occasione dell'attribuzione delle nuove LCN nazionali a novembre 2021, tutti i canali editi dal Gruppo Sciscione sono stati riconfermati assieme alle loro numerazioni, con poche modifiche ai nomi. Inoltre, la società Promo S.r.l. appartenente al gruppo ha presentato diversi nuovi marchi che al momento non risultano presenti nell'etere: Promo Food (LCN 204), Promo Travel (LCN 205), Promo Home (LCN 206), Promo Living (LCN 207), Promo Life (LCN 208), Promo Shopping (LCN 209), Promo Music (LCN 220), PROMO KIDS (LCN 238) e PROMO SPORT (LCN 250).
A causa della riorganizzazione dei mux nazionali di Persidera in vista dell'attivazione del nuovo PNAF, dal 15 dicembre 2021 è iniziato il trasferimento della maggioranza dei canali del Gruppo Sciscione dal mux Rete A 2 (che verrà spento a fine anno) al mux TIMB 2.
Di seguito si elencano i canali gestiti dal Gruppo Sciscione nella programmazione e/o dal punto di vista tecnico e si tenta di fornire ragguagli su tutti o quasi i marchi creati o acquistati dal gruppo almeno per un periodo.

### Elenco dei canali attuali di Gold TV (Gruppo Sciscione)
Nella tabella, oltre a nomi ed LCN, si indicano i mux di trasmissione dei canali e la tipologia del rapporto di proprietà fra Gold TV (Gruppo Sciscione) ed ogni emittente. Questa lista è suscettibile di variazioni e potrebbe essere incompleta o non aggiornata.

| LCN    | Nome               | Mux         | Descrizione | Logo |
| ------ | ------------------ | ----------- | --- | ---- |
| 61     | iL61               | Persidera 1 | Emittente prodotta dal gruppo                                                                                       |      |
| 62 562 | DONNA SPORT TV     | Persidera 3 | Emittente prodotta dal gruppo                                                                                       |      |
| 63     | CS24.LIVE          | Persidera 3 | Emittente prodotta dal gruppo                                                                                       |      |
| 65 565 | ALMA TV            | Persidera 1 | Emittente coprodotta dal gruppo                                                                                     |      |
| 128    | GOLD TV ITALIA     | Persidera 1 | Emittente prodotta dal gruppo                                                                                       |      |
| 129    | LA 4 ITALIA        | Persidera 1 | Emittente prodotta dal gruppo                                                                                       |      |
| 130    | CHANNEL 24         | Persidera 1 | Emittente prodotta dal gruppo                                                                                       |      |
| 131    | RETE ITALIA        | Persidera 1 | Emittente prodotta dal gruppo                                                                                       |      |
| 132    | Lineagem           | Dfree       | Emittente indipendente di LineaGem S.p.A.; Gold TV (Gruppo Sciscione) fornisce LCN e banda trasmissiva              |      |
| 137    | LUXURY CHANNEL 137 | Persidera 1 | Emittente prodotta dal gruppo                                                                                       |      |
| 138    | TELECAMPIONE       | Persidera 3 | Emittente prodotta da Publirose S.p.A.; Gold TV (Gruppo Sciscione) fornisce LCN e banda trasmissiva                 |      |
| 140    | STARMARKET         | Persidera 1 | Emittente prodotta dal gruppo                                                                                       |      |
| 144    | CANALE 144         | Persidera 1 | Duplicato dell'LCN 140                                                                                              |      |
| 153    | TV 153             | Persidera 1 | Duplicato dell'LCN 140                                                                                              |      |
| 157    | FASCINO TV         | Dfree       | Emittente prodotta da Fascino S.r.l.s.; Gold TV (Gruppo Sciscione) fornisce la banda trasmissiva                    |      |
| 162    | CANALE 162         | Persidera 1 | Emittente prodotta dal gruppo                                                                                       |      |
| 163    | CANALE 163         | Persidera 3 | Emittente prodotta dal gruppo, visibile tramite HbbTV                                                               |      |
| 165    | Canale 165         | Dfree       | Emittente prodotta da Fascino S.r.l.s.; Gold TV (Gruppo Sciscione) fornisce la banda trasmissiva                    |      |
| 204    | PROMO FOOD         | Persidera 1 | Duplicato dell'LCN 130                                                                                              |      |
| 205    | PROMO TRAVEL       | Persidera 1 | Duplicato dell'LCN 140                                                                                              |      |
| 206    | PROMO HOME         | Persidera 1 | Duplicato dell'LCN 131                                                                                              |      |
| 207    | PROMO LIVING       | Persidera 1 | Duplicato dell'LCN 137                                                                                              |      |
| 208    | PROMO LIFE         | Persidera 1 | Duplicato dell'LCN 140                                                                                              |      |
| 209    | PROMO SHOPPING     | Persidera 1 | Duplicato dell'LCN 140                                                                                              |      |
| 230    | CANALE 230         | Persidera 1 | Duplicato dell'LCN 137                                                                                              |      |
| 232    | CANALE 232         | Persidera 1 | Duplicato dell'LCN 140                                                                                              |      |
| 235    | CANALE 235         | Persidera 3 | Emittente prodotta dal gruppo, visibile tramite HbbTV                                                               |      |
| 237    | CANALE 237         | Persidera 1 | Duplicato dell'LCN 137                                                                                              |      |
| 238    | PROMO KIDS         | Persidera 1 | Duplicato dell'LCN 140                                                                                              |      |
| 242    | SICILIA 242        | Dfree       | Emittente siciliana; Gold TV (Gruppo Sciscione) fornisce la banda trasmissiva                                       |      |
| 243    | CANALE 243         | Persidera 1 | Duplicato dell'LCN 140                                                                                              |      |
| 248    | TCI                | Dfree       | Emittente prodotta da Televisione Cristiana in Italia Srl; Gold TV (Gruppo Sciscione) fornisce la banda trasmissiva |      |
| 250    | PROMO SPORT        | Persidera 1 | Duplicato dell'LCN 140                                                                                              |      |
| 255    | Maria Vision       | Dfree       | Emittente prodotta da Maria Vision; Gold TV (Gruppo Sciscione) fornisce la banda trasmissiva                        |      |
| 262    | Byoblu             | Dfree       | Emittente prodotta da Byoblu Edizioni S.r.l.s.; Gold TV (Gruppo Sciscione) fornisce la banda trasmissiva            |      |
| 263    | CANALE 263         | Persidera 1 | Duplicato dell'LCN 140                                                                                              |      |
| 268    | CANALE 268         | Persidera 3 | Emittente prodotta dal gruppo, visibile tramite HbbTV                                                               |      |
|        | ODEON 24           | locali      | Emittente prodotta dal gruppo                                                                                       |      |

### Descrizione delle emittenti attuali del gruppo

#### Marcopolo Travel TV
Travel TV è stata una rete televisiva del digitale terrestre, situata sull'LCN 61, attiva dal 1º gennaio 2024 al 1º luglio 2025, giorno in cui è stata rinominata Marcopolo Travel TV e diffusa solo via satellite tramite le piattaforme Tivùsat sul canale 55 e Sky Italia al numero 823. Trasmette documentari attraverso rubriche in studio, interviste, reportage e docu-fiction dedicate ai viaggi e alla natura, alcune prodotte dal gruppo Sciscione e altre dalla società Alma Media, editrice dell'emittente Alma TV.

#### il61
il61 è la rete televisiva  che ha sostituito Travel TV sul digitale terrestre (LCN 61) in tutta Italia allo scoccare della mezzanotte del 1º luglio 2025. Il canale trasmette le principali produzioni delle emittenti locali del circuito Netweek come Telecity (Netweek calcio show, Aria Pulita, Economia e territori, Bike Show TV), È TV (Buongiorno Netweek) e Lazio TV (Rassegna Stampa nazionale), offrendo soprattutto programmi d'informazione e sportivi. Il palinsesto comprende anche la ritrasmissione dell'emittente web calcistica TMW Radio TV, con la quale il gruppo Netweek ha avviato una collaborazione.

#### Donna TV
Donna TV è una rete televisiva italiana oggi presente all'LCN 62 del mux Cairo Due (con l'identificativo "DONNA SPORT TV"). Lanciata originariamente sul satellite l'8 novembre 2010 come Wedding TV, ovvero la versione italiana dell'omonimo canale britannico, nei dieci anni successivi ha cambiato più volte nome (La sposa TV da settembre 2013, Donna & Sposa dal 1º agosto 2016, l'attuale dal 1º settembre 2017) ed editore: inizialmente Filmedia Srl, poi Donna&Sposa S.r.l. (dal 20 dicembre 2016 a dicembre 2018) e infine Felix Media S.r.l. (dal 1º gennaio 2019 a dicembre 2020).
Dal 1º dicembre 2017 Donna TV ha definitivamente abbandonato la diffusione satellitare per trasferirsi sul digitale terrestre, dopo che Donna&Sposa S.r.l. ha acquisito la società bresciana Ok Comunication S.r.l. che gestiva l'LCN nazionale 163 (con il marchio "OK Italia"). Donna TV è poi passata dall'LCN 163 alla 62 grazie a un accordo con Gold TV il 1º gennaio 2019. Sull'LCN 163 ha esordito il canale secondario Donna Shopping, gestito dallo stesso editore, poi sostituito momentaneamente da Quadrifoglio TV 163 (dal 19 agosto 2020). Dal 1º febbraio 2021 sull'LCN 163 è nato il nuovo canale dedicato al mondo del motorsport GO-TV.
La programmazione dell'emittente si è progressivamente specializzata su un target femminile, proponendo negli ultimi anni principalmente telenovelas ed alcune rubriche, oltre che televendite (queste ultime tutti i giorni dalle 10 alle 12).
Dal 1º gennaio 2021 l'emittente cambia nuovamente editore, passando da Felix Media S.r.l. a GM Comunicazione S.r.l. della famiglia Sciscione, già proprietaria di LCN e banda trasmissiva dal 2019. Con la nuova gestione le televendite, ora in blocchi da 30 minuti ciascuno, vengono trasmesse in alcuni orari, oltre che al mattino, anche nel pomeriggio; oltre a ciò, l'emittente continua a trasmettere anche telenovelas ed alcuni programmi d'intrattenimento, con l'aggiunta della serie TV canadese Street Legal.

#### Canale 63
Canale 63 è una rete televisiva italiana lanciata il 1º gennaio 2018 e presente all'LCN 63 nel mux Rete A 1 (fino al 31 ottobre successivo) in sostituzione di LeoVegas TV, che ha continuato ad essere ospitato nelle ore serali (inizialmente dalle 19:00 a mezzanotte ed in seguito dalle 21:00 alle 23:00 a partire dal 31 marzo) fino al 30 maggio 2018 ed è rimasto in onda come canale autonomo solo via satellite su Sky e Tivùsat fino al 16 dicembre successivo, quando poi è stato chiuso. La programmazione di Canale 63 era caratterizzata da televendite tranne che in orario serale e notturno, quando invece venivano trasmessi programmi sportivi. Dal 1º agosto al 31 ottobre 2018, ogni sera alle 21:00, Canale 63 trasmetteva il programma Il Caffè della Versiliana. La programmazione di argomento sportivo è stata estesa dall'8 al 31 ottobre 2018 (ultimo giorno di trasmissioni dell'emittente).
Il 1º novembre 2018 Canale 63 viene chiusa poiché Gold TV affitta la sua LCN all'emittente Zelig Sport: si tratta di una nuova versione del canale Zelig TV, nato a gennaio 2018 e dedicato alla comicità, attivo fino ad allora sull'LCN 243 nel mux Dfree. Sulla precedente posizione viene inserito un cartello che segnala il cambio di LCN (poi sostituito dal 20 novembre dal nuovo canale del gruppo TV 243), mentre la nuova Zelig TV continua la programmazione della rete integrandola con diverse trasmissioni sportive (per rispettare i vincoli dell'LCN).
Dal 1º novembre 2020 Canale 63 torna in onda nel mux TIMB 2 in sostituzione di Zelig Sport, che di conseguenza chiude definitivamente i battenti. Curiosamente, Canale 63 al momento trasmetteva una programmazione di sole televendite 24 ore al giorno. Solo dal 1º febbraio 2021 vengono nuovamente trasmessi programmi sportivi, nella fascia notturna da mezzanotte alle 8:00.
Il 1º gennaio 2022 Canale 63 viene nuovamente chiuso e sostituito da GO-TV, una rete indipendente con gli stessi presupposti di Canale 63, solo che i programmi sportivi vanno in onda dalle 19:00 alle 8:00.
Il 16 giugno 2023 Canale 63 torna in onda nel mux Persidera 3 per sostituire il canale ex-Sciscione GM24, ormai fallito.
Il 22 luglio 2024 Canale 63 assume un nuovo logo, Global TV, senza tuttavia correggere l'identificativo, continuando a proporre sostanzialmente gli stessi programmi, in seguito è tornato il logo di Canale 63. 
Il 1º novembre 2024 alle 0:00 di notte sono cessate le trasmissioni di Canale 63 e viene sostituito da un nuovo canale di televendite, CS24.LIVE. 
Il 1º febbraio 2025 alle 0:00 di notte ritorna in onda Canale 63 che ha sostituito il canale CS24.LIVE, che al momento continua a trasmettere regolarmente ma solo in streaming. 

#### Gold TV Italia
Gold TV Italia è una rete televisiva italiana nata il 10 febbraio 2011 ed oggi trasmessa sul mux Persidera 1 al canale 128 - all'inizio, fino al 23 settembre 2014, era trasmessa su mux locali, con LCN molto variata nel tempo; inoltre ad ottobre/novembre 2011 è stata trasmessa in analogico in Toscana sulla frequenza di Canale 10. È stata la prima emittente di Gold TV concepita per il panorama nazionale; il canale da diverso tempo trasmette 24 ore su 24 la televendita della romana Telearte S.r.l. di Ivano Costantini. In passato ha trasmesso televendite classiche, programmi di previsioni del gioco del lotto con reclamizzazioni di servizi telefonici fruibili con numerazioni speciali.

#### La 4 Italia
La 4 Italia è stata fondata il 28 gennaio 2012 ed oggi è visibile sul digitale terrestre al canale 129 sul mux Persidera 1 (in precedenza, fino al 23 settembre 2014, era visibile su alcuni mux locali). In passato ripeteva il segnale di Juwelo. Nella sua programmazione, le televendite classiche si alternano a programmi di numerologia, lottologia e cartomanzia. Per anni, fino al 1º giugno 2016, ha ritrasmesso per parte della sua programmazione il canale 90numeriSat, diffuso integralmente via satellite.

#### Channel 24
Channel 24 è una rete televisiva italiana oggi presente sul mux Persidera 1 al canale 130.
Nata nel novembre 2010, originariamente faceva parte del neonato gruppo Digitmedia (che comprendeva anche Rete Italia, Air, Fire ed altri canali previsti ma mai attivati, Brava, Wind ed Earth) ed aveva una programmazione semigeneralista. Inizialmente era disponibile attraverso i mux locali, poi dal 5 febbraio al 14 agosto 2013 era sintonizzabile sul mux TivuItalia; dal 26 novembre 2013 al 31 marzo 2014 è stato presente sul multiplex Retecapri Alpha, e infine dal 5 giugno 2014 è disponibile sul mux Rete A 2.
Channel 24 fu poi provvisoriamente chiusa ed eliminata dal mux Rete A 2 il 30 marzo 2015, a causa del crollo di Digitmedia che fallì pochi giorni dopo. Già il 1º aprile successivo è stata reinserita sullo stesso mux, ma risultava a schermo nero; l'8 aprile è stato riattivato il flusso audio/video dell'emittente ritrasmettendo per qualche ora TV Italia, e poi al suo posto Telecampione. Infine, dal 13 aprile dello stesso anno Channel 24 ha ricominciato a trasmettere una propria programmazione di sole televendite, trasmissioni di lottologia e nella fascia notturna chat-line erotiche, sotto il controllo di Gold TV; inizialmente si è utilizzato il logo ereditato dalla precedente gestione (senza la scritta Digitmedia) e dopo poche ore ha esordito il nuovo logo tuttora in uso.

#### Rete Italia
Rete Italia è una rete televisiva italiana presente oggi sul mux Persidera 1 al canale 131.
Nata a fine aprile 2012 sempre con la medesima LCN sul mux TivuItalia, originariamente faceva parte del gruppo Digitmedia e aveva una programmazione semigeneralista. In un primo periodo il canale ancora provvisorio ritrasmetteva frequentemente altre emittenti, poi venne lanciato definitivamente dal 19 febbraio 2013 con un nuovo logo. Rete Italia venne eliminato dal mux TivuItalia il 14 agosto 2013, ed è poi ricomparso sul mux Retecapri Alpha dal 26 novembre 2013 al 31 marzo 2014. Dal 15 maggio 2014 Rete Italia è tornata in onda su alcuni mux locali con una programmazione convertita alle sole televendite, lotto e chat-line erotiche notturne, e nel mese di luglio l'emittente è stata ceduta a Gold TV. Infine dal 16 settembre 2014 il canale è stato trasferito sul mux Rete A 2.

#### Lineagem (ex Italia +)
Italia + è stata una rete televisiva italiana lanciata il 1º febbraio 2013 e oggi visibile sul mux Dfree (in precedenza, fino al 23 settembre 2014, su alcuni mux locali) al canale 132 del digitale terrestre. La sua programmazione era composta interamente da televendite, alternate a servizi di lottologia e 899. Il canale è stato acquisito dal gruppo, però, da settembre 2014, in quanto prima faceva parte del gruppo Primarete. Il logo di Italia + è simile a quello di TELE+ (storica piattaforma assorbita nel 2003 da Sky Italia), con la differenza della scritta Italia al posto della scritta Tele.
Dal 14 giugno 2018 il canale viene rinominato LineaGem, dall'omonimo negozio padovano le cui televendite avevano da tempo acquisito gran peso nella programmazione di Italia +: la programmazione di vendita di gioielli prodotta da LineaGem è in diretta tutti i giorni dalle 9 alle 24, mentre di notte e di mattina presto sono trasmessi promo e informazioni sui minerali. A livello di emissione, il logo di Italia + viene rimosso senza essere sostituito: quindi il canale trasmette con la sola scritta "LineaGem s.p.a." che fa parte della televendita negli orari di diretta e senza logo nei momenti restanti.

#### Linea Italia
Lanciata il 1º ottobre 2014 con LCN 140 e trasmessa inizialmente su alcuni mux locali sul mux TIMB 2. La sua programmazione è composta da televendite, alternate a programmi di lottologia, cartomanzia e servizi 899. Per alcuni periodi, nella primavera e nell'estate 2015 ritrasmetteva in alcune fasce orarie la programmazione di AB Channel, anch'essa composta da programmi di numerologia del gioco del lotto, pubblicità di servizi telefonici a pagamento di varia natura e cartomanzia. Inoltre fra primavera ed estate 2015 Linea Italia trasmetteva spesso alla mattina alcune serie animate come Mechander Robot, Bryger e Le nuove avventure di Huckleberry Finn. Dal 1º gennaio 2016 al 1º gennaio 2017 ritrasmetteva dalle 06:00 alle 24:00 il canale Antichità Chiossone, presente su Sky alla posizione 871, e dal 1º settembre al 1º dicembre 2017 Cagnola in varie fasce orarie. Da fine luglio 2018 vengono trasmessi, da mezzanotte alle 16:00, il programma 80 Nostalgia e gli stessi cartoni animati in onda su Air Italia. Dal 1º settembre 2018 Linea Italia ripete in vari orari i programmi di Arte Network, canale 918 di Sky, ed il tempo dedicato ai cartoni viene ridotto, fino ad essere abolito poco dopo il 20 ottobre.

#### Fire TV
Oggi visibile all'LCN 147 sul mux Persidera 1, nacque originariamente, con il nome di Fire, il 1º febbraio 2013 con la stessa LCN sul mux TivuItalia: era sotto gestione Digitmedia ed aveva un palinsesto semigeneralista. Fu poi rimossa da quel mux il 14 agosto 2013, e trasmise solo talvolta in streaming sul suo sito fino alla totale cessazione.
Una seconda incarnazione di Fire (che prese il nome di Fire TV) nacque il 1º settembre 2014 ed era trasmessa sui mux locali: faceva parte del gruppo Teleitalia, comprendente i canali Fire TV (LCN 147), OK Italia (LCN 170) e Teleitalia (LCN 225), e la sua programmazione era orientata prevalentemente su televendite e programmi di lottologia. Nell'estate 2015 Fire TV si è unito con OK Italia-Teleitalia dando vita ad un unico canale chiamato "OK Italia", trasmesso in tre copie identiche denominate OK ITALIA TV1 (LCN inizialmente 147, poi 163 da novembre 2015), OK ITALIA TV2 (LCN 170) e OK ITALIA TV3 (LCN 225). In seguito il gruppo OK Italia è stato progressivamente inglobato da Donna&sposa S.r.l., editore di Donna TV, nella seconda metà del 2017, ed ha venduto le sue LCN diverse dalla 163 al gruppo Italia TV.
Il 18 novembre 2015 il marchio Fire TV è stato riesumato da Gold TV ed è tornato in onda sul mux Rete A2 con LCN 147 come canale autonomo dedicato alle televendite per un breve periodo: già dal 30 novembre successivo Fire TV ha chiuso i battenti ed è stato sostituito dal nuovo canale indipendente SOS Television, dedicato al mondo delle associazioni no profit (l'identificativo della LCN è stato corretto solo la sera del 2 dicembre), controllato da Gold TV solo per quanto riguarda la proprietà dell'LCN e la gestione tecnica. SOS Television avrebbe dovuto iniziare le trasmissioni regolari il 1º gennaio 2016; tuttavia il canale ha continuato a trasmettere solo un cartello fino al 19 gennaio 2016, e solo dal 20 gennaio hanno esordito dei promo a rotazione continua che preludevano all'inizio ufficiale delle trasmissioni, avvenuto come annunciato la sera del 24 aprile 2016.
A causa di problemi economici e di pubblico, SOS Television ha cessato di esistere alla mezzanotte tra il 1º e il 2 settembre 2016, ed ha ripreso a trasmettere televendite e lotto inizialmente senza logo e poi con il logo di Fire TV, nuovamente rinato. Dal 1º ottobre 2016 l'LCN 147 è occupata provvisoriamente da TLC TV, inizialmente una copia di Telecampione ed in seguito trasformata in un canale autonomo, con tanto di logo recante la scritta "TLC"; ma Fire TV torna definitivamente il 24 gennaio 2017. Dall'8 ottobre 2018 e per un breve periodo Fire TV risultava trasmettere anche alcuni programmi culturali e documentari: lo stesso si è verificato di nuovo dall'11 giugno 2020 circa al 7 luglio dello stesso anno.

#### TV 153
TV 153 è una rete televisiva italiana esordita il 20 novembre 2018 all'LCN 153 del DTT sul mux Dfree. La numerazione era da tre anni di proprietà di Italia Sport Communication S.r.l. ed occupata da un duplicato di Sportitalia: la nascita di TV 153 è avvenuta in conseguenza dell'acquisto della LCN da parte di GM Comunicazione avvenuto il 15 maggio 2018. Sportitalia resta quindi visibile solo all'LCN 60 dello stesso mux, affittata sempre da GM Comunicazione. Trasmette televendite di giorno e chat-line erotiche la notte. Dal 1º dicembre 2018 ospita in alcune fasce orarie le televendite di Cagnola, che da qualche tempo hanno ripreso ad utilizzare il logo di Telemarket e restano disponibili anche sul canale Italia 121 gestito da Canale Italia.
Dall'11 giugno al 7 luglio 2020 trasmetteva anche programmi di genere sportivo.

#### Canale 162
Canale 162 è una rete televisiva italiana lanciata il 1º ottobre 2016 e attualmente presente sulla LCN 162 sul mux Persidera 1 in sostituzione di Radio Capital TiVù, che contestualmente cessa le trasmissioni sul DTT rimanendo attiva solo sul satellite attraverso la piattaforma Sky Italia e in streaming sul web. Trasmette televendite e programmi di lottologia nelle ore diurne, chat-line erotiche in quelle notturne.
Dal 5 agosto 2018 adotta un nuovo logo "QTV 162 - Quadrifoglio TV", senza tuttavia correggere l'identificativo e dal 9 agosto inizia ad andare in onda il promo di una nuova rete televisiva "Quadrifoglio TV" in onda sulle LCN 162, 230, 232 e 237. Contestualmente al cambio di logo, la gestione del canale passa al gruppo Quadrifoglio, mentre la LCN e la banda trasmissiva resta in mano a Gold TV. Dall'8 ottobre 2018 e per un breve periodo si aggiungevano alla programmazione anche videoclip musicali in alcune fasce orarie.
Il 4 luglio 2020 il logo di rete è stato modificato: in basso a destra compare il numero "162" sovrapposto al numero "230" (in riferimento al duplicato del canale presente all'LCN 230 con identificativo "ILIKE.TV"), mentre nei vari angoli si intravedono anche i numeri "162", "232" e "243". Dal 6 al 13 luglio il logo di tutti i canali Quadrifoglio è stato unificato e contiene le quattro numerazioni 162, 230, 232 e 243. Dal 14 luglio il logo di rete è stato nuovamente modificato riportando solo i numeri "162" e "230".
Il 9 dicembre 2020 il canale viene abbandonato dal gruppo Quadrifoglio (che rimane solo sull'LCN 163 e temporaneamente sulla 243) e ritorna a chiamarsi "Canale 162": oltre alle televendite, dall'11 al 31 dicembre la nuova emittente trasmetteva in alcuni orari una programmazione di video musicali; inoltre, sempre durante i video musicali, il logo di rete veniva spostato leggermente più a sinistra. Dall'11 al 29 dicembre, il canale duplicato "ILIKE.TV" sull'LCN 230 ha momentaneamente ripetuto Quadrifoglio TV 163 prima di tornare a Canale 162.
Dal 1º gennaio 2021, i video musicali sono stati rimossi dal palinsesto dell'emittente, che ricomincia a trasmettere solamente televendite e programmi di lottologia.
Il 31 marzo 2021, Canale 162 smette di essere duplicato all'LCN 230 da ILIKE.TV, che ritorna canale autonomo (anche se con programmi simili).
Alla mezzanotte del 1º maggio 2021 compare all'LCN 268 sul mux ReteA2 un nuovo duplicato di Canale 162, identificato "Canale 268". Esso diventerà un'emittente autonoma, la prima del Gruppo Sciscione a trasmettere tramite HbbTV, il 26 novembre 2021.

#### Canale 165
Canale 165 è una rete televisiva italiana esordita il 17 luglio 2019 all'LCN 165 del DTT sul mux TIMB 2, in sostituzione di FN Sport (Fight Network Italia) che tuttavia da mesi stava riducendo progressivamente i suoi programmi sportivi a vantaggio di televendite e lotto. L'LCN, precedentemente gestita dal gruppo di Telenord e utilizzata per la diffusione interregionale di iTV Italia (poi "165"), era stata acquistata da GM Comunicazione il 24 dicembre 2018 e utilizzata a partire dal 31 dicembre 2018 proprio per FN Sport. Dal 1º gennaio 2021 Canale 165, grazie alla gestione della PromoTV s.r.l., trasmette quotidianamente due principali televendite marchiate "La Schiava Regina®" (gioielleria e bigiotteria moderna, stile antico ed etnica) e "Primadonna" (pelletteria vintage e moderna), in onda anche su One TV, una rete locale laziale (canale 86) anch'essa facente parte di Gold TV ed in streaming su Youtube e Facebook.

#### Odeon 24
Odeon 24 è una rete televisiva italiana presente principalmente sul mux Retecapri Alpha al canale 177, nata dalla storica syndication italiana lanciata nel 1987. Prima di essere acquistata da Gold TV, fino al 2014 faceva parte del gruppo Profit. Trasmette una programmazione composta principalmente di televendite e lottologia e programmi sportivi in serata. Dal 7 agosto al 9 settembre 2018, ogni martedì e domenica alle 23:00 ed ogni giovedì alle 23:30, Odeon TV ha trasmesso il programma Il Caffè della Versiliana. Dal 2 novembre 2020 ogni lunedì alle 22 va in onda il talk show di intrattenimento Il Caffè degli Artisti di Alfonso Stagno che vede intervenire in studio e da remoto grandi ospiti del mondo dello spettacolo, dell'enogastronomia e dell'industria italiana.

#### Canale 232
Trae origine dal canale di lottologia e televendite "232 Italia" creato dal gruppo Telecolor a novembre 2014 al posto di una copia di La9 e trasmesso dai mux locali di Telecolor in Lombardia e di La9 in diverse regioni. Da marzo 2018 l'LCN 232 è stata venduta a Gold TV, che ha rinominato l'emittente Canale 232 e l'ha inserita sul suo mux locale laziale, e il 1º maggio questa è stata aggiunta sul mux nazionale Rete A 2. Per diversi mesi i mux su cui era presente 232 Italia ed il mux Gold TV hanno continuato a trasmettere sulla stessa LCN i programmi di Canale 232, creando conflitti di numerazione con la versione nazionale: le ripetizioni locali sono state poi rimosse fra agosto e fine ottobre 2018. Dal 5 agosto 2018 adotta un nuovo logo "QTV 232 - Quadrifoglio TV", senza tuttavia correggere l'identificativo e dal 9 agosto inizia ad andare in onda il promo di una nuova rete televisiva "Quadrifoglio TV" in onda sulle LCN 162, 230, 232 e 237. Contestualmente al cambio di logo, la gestione del canale passa al gruppo Quadrifoglio, mentre la LCN e la banda trasmissiva resta in mano a Gold TV.
Il 4 luglio 2020 il logo di rete è stato modificato risultando più piccolo e schiacciato: in basso a destra compare il numero "232" (sovrapposto al numero "230"), mentre nei vari angoli si intravedono anche i numeri "162", "232" e "243". Dal 6 al 13 luglio il logo di tutti i canali Quadrifoglio è stato unificato e contiene le quattro numerazioni 162, 230, 232 e 243. Dal 14 luglio il logo di rete è stato nuovamente modificato riportando solamente i numeri "232" e "243"; ciò preludeva inizialmente ad una chiusura di TV 243 e alla sostituzione nel breve termine con un doppione di Canale 232. Dal 10 settembre, risulta tornato in video, sebbene schiacciato, il logo di Quadrifoglio TV 232.
Il 9 dicembre 2020 il canale viene abbandonato dal gruppo Quadrifoglio (che rimane solo sulle LCN 163 e 243) e ritorna a chiamarsi "Canale 232": oltre a televendite e programmi di lottologia, dall'11 al 31 dicembre la nuova emittente trasmette in alcuni orari una programmazione di video musicali e rubriche di informazione con il logo di rete spostato leggermente verso sinistra. Dal 1º gennaio 2021, l'emittente smette di mandare in onda video musicali, riducendo il palinsesto esclusivamente a televendite e programmi di lottologia.
Dal 28 ottobre 2019 è stata attivata sul mux Rete A2 l'emittente Canale 259 (LCN 259), in realtà un semplice duplicato di QTV 232: essa è stata in seguito rimossa il 20 aprile 2020.

#### Canale 235
Questa rete televisiva italiana è esordita il 28 ottobre 2019 sul mux TIMB 2 all'LCN 235 con il nome di Rainbow. Originariamente, la sua programmazione era gestita dal gruppo Quadrifoglio e di fatto era quasi sempre identica a quella di QTV232. Rainbow è stato chiuso l'11 marzo 2020 e la sua LCN è stata affittata all'emittente indipendente Donna Shopping 2 (poi Donna Shopping - canale 235).
Dopo il passaggio del secondo canale di Donna Shopping all'LCN 231, Rainbow è ricomparsa il 16 aprile 2021 con una programmazione autonoma di lotto e televendite. Il 12 luglio 2021 l'emittente ha cambiato il logo in "Canale 235" e il giorno successivo è stato corretto anche l'identificativo.

#### Canale 268
Canale 268 è stata una rete televisiva italiana esordita il 26 novembre 2021 al canale 268 del DTT sul mux TIMB 2. L'LCN era stata in precedenza occupata da un duplicato di Canale 162, che però utilizzava l'identificativo "Canale 268". Il 25 novembre l'emittente ha iniziato a trasmettere un cartello fisso a basso bitrate, il quale, una volta sintonizzato con televisori predisposti all'interattività HbbTV, lascia spazio a uno streaming diretto che ospita inizialmente i programmi di Canale 162. A partire dal 26 novembre iniziano le trasmissioni autonome di Canale 268, che risulta la prima emittente del Gruppo Sciscione visibile soltanto attraverso il sistema HbbTV. Trasmette televendite e programmi di lottologia nelle ore diurne, chat-line erotiche in quelle notturne.

### Descrizione delle emittenti passate del gruppo

#### ABC
ABC è stata una rete televisiva italiana visibile sull'LCN 33 nata il 21 luglio 2011, creata dal Consorzio Alphabet (formato da diverse aziende e fondazioni fra cui il socio di maggioranza Interattiva Media S.r.l.). Originariamente era gestita tecnicamente ed ospitata dal gruppo Canale Italia: dopo un solo giorno di test con un logo diverso dal definitivo, iniziò a trasmettere prima un cartello e poi un promo ed iniziò il 6 agosto 2011 una programmazione regolare, di target semigeneralista e dedicata a formazione, educazione e divulgazione. Secondo gli spot si sarebbe presto aggiunta la possibilità di trasmettere stabilmente contenuti anche in formato interattivo, tuttavia questa funzione non venne implementata. Dopo essersi alternata fra i due mux dell'editore, ABC abbandonò Canale Italia il 3 maggio 2012; nel mese successivo iniziò ad essere aggiunta su alcuni mux locali e a trasmettere promo di un restyling della rete, con una nuova programmazione sempre di tipo culturale. Dopo breve tempo, i promo terminano e la programmazione riprende in continuità con l'offerta precedente; il canale comunque cambia frequentemente i mux su cui è ospitato ed è spesso inattivo.
Nel settembre 2013 la società Interattiva S.r.l., in conseguenza di indagini in corso da un anno e seguite anche dal programma Report, è stata condannata per bancarotta fraudolenta, turbativa d'asta e tentata truffa nell'acquisizione di fondi statali ed è stata quindi sciolta per provvedimento giudiziario; nel frattempo l'emittente ABC è stata gestita provvisoriamente dal gruppo Gold TV ed ha iniziato ad aggiungere alla sua programmazione anche televendite, che hanno assunto un peso sempre maggiore nel palinsesto rispetto ai contenuti non commerciali. Dal 29 aprile 2014 ABC viene trasmessa in nazionale sul mux TIMB 1.
ABC è stato chiuso il 1º settembre 2014 per fare posto alla versione italiana del canale albanese Agon Channel, e subito dopo la società Agonset.it ha acquisito il 100% delle quote del consorzio Alphabet. In seguito alla chiusura di Agon Channel, il canale è stato ripristinato il 13 novembre 2015, con un palinsesto dedicato quasi esclusivamente alle televendite ed alla ritrasmissione del segnale di Juwelo. Il 1º gennaio 2016, con la riapertura di Agon Channel sul mux di Canale Italia, ABC ha cessato di esistere.

#### Nuvolari/Nuvola61, Sport 1, Sport 2
L'8 luglio 2015 GM Comunicazione S.r.l. ha acquistato da LT Multimedia il marchio Nuvolari e dall'azienda Sitcom, associata allo stesso gruppo, le LCN 60, 61 e 62 occupate all'epoca rispettivamente da Nuvolari e da due canali provvisori (tutti e tre allora presenti sul mux Rete A 2). Dal giorno successivo Gold TV rilancerà queste due numerazioni creando i canali Sport 1 (LCN 61), trasferito sul mux TIMB 3, e Sport 2 (LCN 62), trasferito sul mux TIMB 2.
Il 5 agosto 2015 Sport 2 è chiuso e sostituito da Nuvolari sul mux TIMB 2 all'LCN 62; difatti Gold TV stringe un contratto d'affitto con Sportitalia (ospitata nel mux Dfree) fornendogli l'LCN 60 in cambio della cessione di alcune ore di televendite al giorno, situazione che perdura a tutt'oggi. Il 26 febbraio 2016 Sport 1 si sposta dal mux TIMB 3 al mux TIMB 1.
Il 14 marzo 2016 l'LCN 62 viene affittata a Top Calcio 24: quindi Nuvolari si sposta sul mux TIMB 1 all'LCN 61 e si fonde con Sport 1 provocandone la chiusura. A giugno Nuvolari e Top Calcio 24 si trasferiscono definitivamente sul mux Rete A 2 e Nuvolari cambia logo in Nuvola61. Dal 1º novembre 2017 Nuvola61 comincia ad affittare spazio alla nuova emittente Life 120 Channel fino a esserne del tutto assorbito il 1º dicembre: da allora Gold TV smette del tutto di produrre canali in questo gruppo di LCN. Sempre il 1º dicembre Top Calcio 24 è rimpiazzato da Fight Network, che a sua volta cederà il posto a Donna TV.

#### Canale 61
Canale 61 è stata una rete televisiva italiana nata il 20 marzo 2020 e trasmessa sul mux Rete A 2 all'LCN 61. Sostituisce l'emittente indipendente Life 120 Channel che occupava quella posizione dal 2017: quel canale è stato chiuso in seguito a denunce dell'AGCOM rivolte ai programmi di Adriano Panzironi, fra cui Il cerca salute, nonché alle emittenti che li ospitavano. Difatti essi contenevano affermazioni non scientificamente provate riguardo alla prevenzione dell'epidemia da coronavirus, invitando a prevenire l'infezione attraverso prodotti commercializzati dalla società Life 120. Panzironi e le stesse emittenti e programmi avevano subito in passato altri procedimenti, relativi a condotte simili e riguardanti un vasto numero di patologie. L'LCN 61, precedentemente di proprietà di GM Comunicazione, era stata ceduta con associato marchio il 20 marzo 2019 alla società Mediacom S.r.l. di Latina, sempre parte del gruppo Gold TV.
Canale 61 trasmetteva principalmente televendite. Dal 20 marzo 2020 e per un breve periodo, ripeteva Juwelo in alcune fasce orarie. Dall'11 aprile, in seguito a una delibera AGCOM rivolta contro l'editore Mediacom S.r.l., le trasmissioni sull'LCN 61 sono state sospese e sostituite da uno schermo nero per vari giorni: i programmi sono tuttavia ripresi il 20 aprile in seguito a un ricorso al TAR.
Dal 23 marzo 2021 il canale ha momentaneamente interrotto le sue trasmissioni, poi riprese il 28 marzo.
Ha terminato le trasmissioni il 31 agosto 2021 per lasciare spazio al ritorno sul digitale terrestre di Sportitalia Solo Calcio, dopo 15 anni di assenza, con la nuova denominazione (più sintetica) SoloCalcio.
Il 1º novembre 2023 Canale 61 torna in onda nel mux Persidera 1 per sostituire il canale CampioneSport, Il 1º gennaio 2024 Canale 61 viene chiuso e sostituito dalla nuova emittente Travel TV.

#### Sportitalia/Solocalcio
Da marzo 2021 fino a maggio 2022 ha detenuto il controllo del 50% della società Italia Sports Communication editrice dei canali Sportitalia e SoloCalcio e di cui inizialmente il Gruppo Sciscione gestiva e concedeva in comodato d'uso le numerazioni LCN 60 e 61.

#### Canale 65
Il 21 dicembre 2018 viene comunicato che GM Comunicazione ha acquistato dall'editore Giglio Group l'LCN 65 e l'emittente che vi trasmetteva, ibox65, nata a marzo dello stesso anno al posto di Acqua, sarà sostituita su quella posizione da un nuovo canale: si tratta di Canale 65, che è aggiunto nel mux TIMB 2 al posto di ibox65 ed inizia le trasmissioni il 1º febbraio 2019. Trasmette televendite al mattino e nel pomeriggio, mentre di sera e di notte vengono trasmessi alcuni programmi sportivi.
Da luglio 2019 trasmette dalle 8:00 a mezzanotte telepromozioni a marchio HSE24: l'emittente dedicata allo shopping, appena acquistata da Gold TV, inizia a promuovere ufficialmente Canale 65 come sua seconda rete. A partire dal 1º ottobre 2019 Canale 65 riprende a trasmettere solo televendite convenzionali ed elimina i programmi di HSE24. Dal 1º novembre 2019 ritrasmette, dalle 10:00 alle 15:00, il canale di televendite di gioielli Juwelo, presente integralmente al canale 133 nel mux Rete A 2.
Dal 6 aprile 2020 Canale 65 trasmette dalle 21:00 alle 10:00 una vasta selezione dei programmi di Alice e Marcopolo, canali editi da Alma Media. Infine il 1º maggio questa programmazione viene estesa all'intero palinsesto, Canale 65 viene chiuso e definitivamente sostituito dalla nuova emittente Alma TV.

#### Canale 69
Canale 69 è stata una rete televisiva italiana lanciata il 1º ottobre 2016 e presente sulla LCN 69 sul mux Rete A 2 in sostituzione di Onda Italiana, che ha conseguentemente chiuso i battenti: ciò è avvenuto a causa della rinuncia del Gruppo L'Espresso alla trasmissione delle proprie emittenti televisive sul digitale terrestre, decisione che ha causato l'abbandono anche delle LCN 158 e 162. Canale 69 ha ritrasmesso Orler TV (canale di televendite di opere d'arte dell'omonima galleria d'arte veneta) nei suoi primi giorni; poi, per un periodo, a dicembre 2016, ha ritrasmesso Juwelo (canale di televendite di gioielli). L'emittente, nel suo complesso, ha sempre mandato in onda esclusivamente televendite dalla sua nascita fino al 29 dicembre 2017, mentre dal giorno successivo fino al 7 gennaio 2018 trasmetteva anche programmi musicali. Dall'8 gennaio 2018 il canale è stato chiuso ed ha mandato in onda il cartello di Deejay TV, che riprende le trasmissioni sul digitale terrestre dalla sera del 14 gennaio, poiché il Gruppo L'Espresso ha riacquistato l'LCN 69. Il giorno dopo, il 15 gennaio, il cartello identificato "Canale 69" è stato rimosso dal mux Rete A 2.

#### Telecampione
Telecampione è una rete televisiva italiana oggi disponibile sul mux Cairo Due al canale 138. Dopo una vasta storia da emittente locale e poi interregionale principalmente sotto la gestione del gruppo Profit, e dopo che dagli anni 2000 il suo palinsesto si era progressivamente ridotto a televendite, trasmissioni di lottologia, cartomanzia e servizi 899, da aprile 2015 Telecampione è stata acquistata da Gold TV ed inserita sul mux nazionale TIMB 2 (da cui è stata rimossa solo per un breve periodo fra maggio e giugno).
Dal 1º ottobre 2015 il canale ritrasmette per 24 ore al giorno la programmazione di Orler Channel (poi Orler TV): si tratta di un'emittente televisiva gestita dalla galleria d'arte dei fratelli Orler, diffusa anche via satellite ed in quel momento anche su vari mux locali alla LCN 168 (posizione poi abbandonata dal 1º dicembre in virtù della nuova diffusione nazionale fornita da Telecampione). Il 1º febbraio 2016 Telecampione si è separata da Orler TV, la quale ha preso la posizione 144 nel mux TIMB 2, numerazione poi rimasta definitiva (l'emittente artistica si è poi trasferita sul mux Rete A 2 da maggio 2017). Invece Telecampione è tornata sui mux locali al posto di Vero Lady sempre con LCN 75; tuttavia, ha continuato a ripetere la programmazione di Orler TV finché ha ripreso la propria autonomia a marzo 2016. Telecampione torna momentaneamente sul mux Rete A 2 dal 1º al 5 ottobre 2016 prima di riposizionarsi stabilmente sui mux locali.
Dal 1º dicembre 2016 Telecampione è stata ceduta dalla società GM Comunicazione S.r.l./Gold TV S.r.l. alla lombarda Publirose S.p.A., guidata da Sergio Fresia e specializzata in televendite su concessionarie d'auto in Lombardia e Piemonte; è stata da allora rinominata in "TLC 75 Telecampione" ed ha adeguato la sua programmazione alla nuova proprietà.

#### Vero
La rete televisiva Vero, presente alla posizione 137 sul mux Rete A 2, nacque originariamente nel 2012 sotto la gestione Guido Veneziani Editore sulla stessa LCN e sul mux TIMB 2, ed ebbe una programmazione di tipo inizialmente semigeneralista e poi sempre più orientata alla trasmissione di sole telenovelas. Il canale venne in seguito spostato sul mux TIMB 3 e per un periodo utilizzò, alternativamente alla sua posizione ufficiale, anche l'LCN 55 di proprietà di Retecapri. Vero fu chiusa il 24 giugno 2015; il 1º gennaio 2016 è stata riaperta sotto la gestione di Gold TV sempre con LCN 137 sul mux TIMB 1 e dalla stessa data la programmazione è composta da televendite e trasmissioni di astrologia, cartomanzia, numerologia del gioco del lotto e analoghi servizi telefonici. Dal 25 ottobre 2016 Vero si è definitivamente trasferita sul mux Rete A 2. Dal 15 gennaio 2018 Vero trasmette in varie fasce orarie la programmazione dell'emittente satellitare Arte Investimenti, in onda su Sky alla posizione 868. Dall'8 ottobre 2018 e per un breve periodo veniva trasmessa anche una rotazione di video musicali italiani in alcuni orari.
L'emittente è stata chiusa il 1º settembre 2019 e sostituita da HSE24 Donna, nuova emittente secondaria di HSE24.

#### HSE24 Donna / HSE24 +1
HSE24 Donna, emittente secondaria di HSE24 (poi GM24), ha trasmesso sull'LCN 137 del mux Rete A 2 dal 1º settembre 2019 al 31 marzo 2021, quando è stata sostituita dall'emittente InLinea TV. Nell'ultimo periodo, la LCN 137 trasmetteva in realtà HSE24 +1, replica a distanza di un'ora dell'emittente principale.

#### Air Italia
Questa emittente prende nome dal canale Air, con LCN 138, gestito da Digitmedia e nato il 15 dicembre 2012 sul mux Retecapri Alpha: la sua programmazione avrebbe dovuto essere dedicata ai cartoni animati, ma ad essi si affiancano televendite e notiziari, rendendo il canale semigeneralista. Dopo un solo mese, il 15 gennaio 2013 Air è stato rimosso dal mux Retecapri Alpha e sostituito da una schermata di test; tornerà in onda solo il 31 gennaio sul mux TivuItalia, risultando inizialmente in fase di prove tecniche di trasmissione. Air scompare poi dal mux TivuItalia il 14 agosto, e trasmette solo talvolta in streaming sul suo sito fino alla totale cessazione.
L'attuale Air Italia è stata lanciata sempre sull'LCN 138 il 1º ottobre 2014 sotto la gestione Gold TV, inizialmente veicolata sui mux locali e a partire da maggio 2015 sul mux Rete A 2 dove è a tutt'oggi: manda in onda televendite alternate a programmi di lottologia, cartomanzia e servizi telefonici 899. Per un periodo, tra l'inverno e la primavera 2015 ritrasmetteva nella fascia serale la programmazione di Canale Nazionale, emittente televisiva satellitare napoletana. Nell'estate dello stesso anno trasmise per un periodo in prima e seconda serata alcune serie animate e telefilm per ragazzi, fra cui cortometraggi classici statunitensi raccolti nel contenitore Happy Cartoons: Bryger, Le nuove avventure di Huckleberry Finn e Mechander Robot, già comparse su vari canali del gruppo. Dal 1º gennaio 2017 Air Italia ripete in varie fasce orarie Antichità Chiossone, canale 871 di Sky. Da fine luglio 2018 i cartoni animati ed il programma 80 Nostalgia vengono trasmessi senza interruzione da mezzanotte alle 17:00: vanno in onda nuovamente Bryger e fra l'altro Honey e il gatto birbone e Robottino. Nelle ore rimanenti il canale continua invece a ripetere Antichità Chiossone. Gli orari dei cartoni sono poi stati modificati dall'8 ottobre 2018, e la programmazione animata viene nuovamente rimossa poco dopo il 20 ottobre.
La programmazione animata è ripresa dall'11 giugno 2020 circa fino al 7 luglio dello stesso anno, con le stesse serie già trasmesse nel 2018.
L'8 Agosto 2022 è stato chiuso e sostituito dalla lombarda Telecampione,gestita da Publirose S.P.A. e fino ad allora visibile sui mux locali al canale 75

#### Vero Lady
Dal 14 gennaio 2016 esordì sui mux locali "Vero Lady", alla posizione 144. Il canale ha ereditato il nome usato, durante la gestione Veneziani, da un'emittente secondaria di Vero attiva per un breve periodo sul mux Retecapri Alpha a fine 2012, ma la programmazione della nuova incarnazione era, anche in questo caso, del tutto diversa: le televendite classiche si alternavano alle trasmissioni sui servizi a pagamento già proposti su Vero con la gestione di Gold TV. Vero Lady è stato chiuso il 1º febbraio 2016 e sostituito sulla sua numerazione da Orler TV, trasmesso invece su mux nazionali.

#### TLC TV
TLC TV è stata una rete televisiva italiana lanciata il 1º ottobre 2016, presente sul mux Rete A 2 al canale 147, che trasmetteva televendite e programmi di lottologia. Nei primi giorni era un semplice duplicato di Telecampione, la quale era stata inserita contemporaneamente in questo mux anche sulla LCN 75. Poi già a partire dal 6 ottobre, dopo il ritorno sui mux locali dell'emittente originale, la copia TLC TV iniziò a trasmettere una programmazione differente seppure mantenendo il logo di Telecampione e dal 7 novembre 2016 assunse un logo indipendente con la semplice scritta "TLC". Il 24 gennaio 2017, TLC TV ha cessato le trasmissioni ed è stata sostituita dalla rinata Fire TV.

#### Canale 158
Canale 158 è stata una rete televisiva italiana nata il 1º ottobre 2016 e presente sulla LCN 158 sul mux Rete A 2 in sostituzione di M2o TV, che di conseguenza termina le trasmissioni sul DTT continuando a trasmettere sul satellite di Sky Italia e in streaming sul web. Trasmetteva televendite di giorno e chat-line erotiche la notte. Il 1º marzo 2017 è stato chiuso e sostituito prima da OK 158, prodotta da OK Italia, poi (da fine giugno 2017 fino all'11 dicembre 2019) da un canale del gruppo Italia TV/Galaxy TV ospitato da Canale Italia e infine dal 12 dicembre 2019 da Radio Kiss Kiss TV presente nel mux TIMB 2.

#### TV Italia
TV Italia è stata una rete televisiva italiana lanciata il 19 febbraio 2015 e trasmessa in origine in alternanza tra i mux TIMB 3 e TIMB 2 all'LCN 163 e poi su alcuni mux locali al canale 164: trasmetteva televendite, alternate a programmi di lottologia, cartomanzia e servizi 899. Il 17 febbraio 2016 è stato chiuso e sostituito all'LCN 164 prima dal canale di telenovele LaTV che trasmetteva alla sua stessa posizione sul mux Rete A 2 ed ha terminato le sue trasmissioni il 22 giugno successivo, ed in seguito da un canale di televendite oggi gestito da Canale Italia.
La numerazione 163 è stata occupata dal 28 aprile al 19 novembre 2015 da TLC Italia, un duplicato prima di Telecampione e poi di Gold TV Italia emesso sui mux TIMB 2 e Rete A 2; poi è passata al gruppo OkItalia.

#### OK TV
OK TV è stata una rete televisiva italiana nata il 30 maggio 2013 al canale 170 sul mux di Gold TV nel Lazio: inizialmente era un doppione di Gold TV Italia, emittente già presente in quel mux al canale 128, e poi dal 1º giugno ha esordito la programmazione regolare composta principalmente da televendite. Su alcuni mux locali OK TV è stata inserita solo a fine giugno 2013, sempre con la LCN 170: su queste ripetizioni, nei primi giorni il canale trasmetteva monoscopi o era un doppione di ABC, e le trasmissioni si sono unificate dal 1º luglio. Dal 1º agosto 2013 è diventata un duplicato di Italia +, che in quel periodo trasmetteva senza alcun logo in sovrimpressione, e questa situazione è rimasta invariata per mesi. OK TV è stata progressivamente eliminata dai mux locali a partire da novembre 2013 fino al 30 aprile 2014; la sua LCN è stata venduta al gruppo Teleitalia che dal 2 maggio l'ha utilizzata per il canale OKITALIA.

#### Quinta TV
Quinta TV è stata una rete televisiva italiana esordita il 4 gennaio 2019 all'LCN 225 sul mux Alpha. Questa LCN apparteneva al gruppo Italia TV/Galaxy TV, e da quattro mesi era occupata dal canale Italia Network 2, che trasmetteva la stessa programmazione del canale 249TV con un logo che comprendeva entrambi i nomi. Trasmetteva programmi di lottologia e televendite. Il 25 febbraio 2019 l'emittente è stata improvvisamente chiusa e sostituita da un duplicato di 249TV, veicolato nuovamente dal mux Alpha.

#### ILIKE.TV
La rete ILIKE.TV era originariamente nata il 9 gennaio 2012 sotto la gestione Arkimedia, era trasmessa inizialmente via satellite e su mux locali e poi sul mux TIMB 2 con LCN 230 grazie a un accordo in collaborazione con Effe TV S.r.l., editore di La Effe; proponeva una programmazione dedicata a un target giovanile e all'interazione fra gli utenti, cercando di creare un modello di "social TV". Dall'ottobre 2014 l'emittente si è trasferita momentaneamente all'LCN 163 e poi ha interrotto le trasmissioni televisive il 1º gennaio 2015, rimanendo attiva solo via web fino all'anno successivo. La numerazione 163 è stata subito acquistata da Gold TV che l'ha utilizzata per TV Italia; il marchio inutilizzato "ILIKE.TV" con LCN 230 è rimasto in gestione a Effe TV S.r.l., che l'ha poi ceduto a GM Comunicazione S.r.l. nell'estate 2016.
Il 10 novembre 2016 ILIKE.TV è rinata sotto la gestione di Gold TV e da quella data è visibile sull'LCN 230 sul mux TIMB 2 con una programmazione esclusivamente commerciale. In seguito l'emittente ha interrotto temporaneamente le trasmissioni il 14 dicembre 2016 per poi essere riattivata il 6 marzo 2017.
Dal 5 agosto 2018 adotta un nuovo logo "QTV 230 - Quadrifoglio TV", senza tuttavia correggere l'identificativo e dal 9 agosto inizia ad andare in onda il promo di una nuova rete televisiva "Quadrifoglio TV" in onda sulle LCN 162, 230, 232 e 237. Contestualmente al cambio di logo, la gestione del canale passa al gruppo Quadrifoglio, mentre la LCN e la banda trasmissiva resta in mano a Gold TV. Il 18 giugno 2020 ha cessato le trasmissioni ed è diventato un doppione di Quadrifoglio TV 162.
Due giorni dopo la ricomparsa di Canale 162 dovuta alla riduzione del gruppo Quadrifoglio (che rimane solo sull'LCN 163 e temporaneamente sulla 243), l'11 dicembre 2020 "ILIKE.TV" smette di copiare l'LCN 162 e diventa un duplicato di Quadrifoglio TV 163. Tuttavia, il 29 dicembre, ILIKE.TV torna ad essere un duplicato di Canale 162.
Il 31 marzo 2021 ILIKE.TV torna in onda come canale autonomo, con la medesima programmazione di lotto e televendite.

#### Canale 237 (ex Air TV)
Canale 237 trae origine dal doppione di Air Italia identificato "Air TV", disponibile con LCN 237 sul mux Rete A 2 dal 14 dicembre 2015. La programmazione delle due emittenti è stata separata il 4 novembre 2016 e dal 1º febbraio 2017 Air TV ha iniziato a trasmettere Zeta 2, seconda rete del canale interregionale Zeta TV, senza mai correggere l'identificativo. A causa d'una progressiva involuzione del gruppo Zeta Evolution, gestore di Zeta TV, la programmazione di Zeta 2 è divenuta intermittente fino a scomparire; dal 14 giugno 2018 è stato adottato il nome "Canale 237", ma la programmazione, fino al 4 agosto, era costituita quasi interamente da ripetizioni di altri canali del gruppo Gold TV (come Canale 162 e Canale 232) senza un proprio logo. Dal 5 agosto adotta un nuovo logo "QTV 237 - Quadrifoglio TV", senza correggere l'identificativo, e contestualmente inizia a trasmettere una programmazione propria. Anche qui dal 9 agosto inizia ad andare in onda il promo di una nuova rete televisiva "Quadrifoglio TV" in onda sulle LCN 162, 230, 232 e 237. Contestualmente al cambio di logo, la gestione del canale passa al gruppo Quadrifoglio, mentre la LCN e la banda trasmissiva resta in mano a Gold TV. Quadrifoglio TV 237 verrà a sua volta chiusa il 1º ottobre e sostituita dal nuovo canale HSE24 Beauty.

#### TeleFanto
TelEfanto (TeleFanto dal 14 gennaio al 14 maggio 2014) è stata una rete televisiva italiana nata il 19 settembre 2013 con LCN 237 sul mux 1 di Canale Italia. Originariamente assumeva la denominazione "TelEfanto", era parte del gruppo Italia TV/Galaxy TV ed era dedicato alle trasmissioni dei lottologi Luciano&Luciana e a televendite generiche; trasmetteva inoltre alcuni film e telenovele. Dal 3 dicembre 2013 TelEfanto è stato chiuso e sostituito sul mux da Teleitalia (LCN 225); in seguito il canale e l'LCN 237 sono stati acquistati da Gold TV e TelEfanto è tornata in onda dal 14 gennaio 2014 in alcuni mux locali con una programmazione di sole televendite ed ha inoltre modificato lievemente la denominazione in "TeleFanto". Dopo un breve periodo di assenza dal 16 aprile 2014, TeleFanto ricompare due settimane dopo, inizialmente sotto forma di duplicato di ABC e poi trasmettendo una programmazione autonoma. Alla fine il 15 maggio 2014 TeleFanto viene eliminato definitivamente e sostituito sui mux locali da un duplicato di Rete Italia (LCN 131), poi per un mese, a partire dal 1º settembre, dall'emittente "Canale nazionale" del gruppo Primarete; infine la LCN è momentaneamente abbandonata e verrà poi riutilizzata da Gold TV per Air TV e Canale 237.

#### TV 243
TV 243 è stata una rete televisiva italiana esordita il 20 novembre 2018 al canale 243 del DTT sul mux Dfree. L'LCN era stata acquistata e occupata fino al 1º novembre dall'emittente Zelig TV (trasmessa con l'identificativo "Zelig243") ed in seguito dal cartello che ne annunciava il trasferimento al canale 63 sul mux Rete A 1 (affittata da Gold TV), sotto la nuova forma di Zelig Sport e con l'aggiunta di numerosi programmi sportivi. TV 243 è nata a seguito della vendita della sua LCN a GM Comunicazione avvenuta il 30 ottobre 2018, e trasmette televendite e rubriche di cartomanzia di giorno e chat-line erotiche la notte.
Dal 30 novembre l'emittente viene rinominata momentaneamente in Canale 243 (anche se l'identificativo non è stato mai aggiornato) e, come dimostrano i bumper di rete, la programmazione inizia ad essere legata all'emittente campana Europa TV: tuttavia il palinsesto è molto simile a quello dell'emittente regionale Canale 71 Toscana appartenente al gruppo Gold TV. Dal 2 dicembre, in alcuni orari, Canale 243 trasmette alcuni film animati o d'epoca. Dal 1º febbraio 2019 l'emittente assume nuovamente il logo di TV 243 e la gestione torna completamente a Gold TV.
Dal 17 maggio 2019, assieme a FN Sport e Sfera TV, ritrasmette dalle 16 alle 19 l'emittente Life 120 Channel in versione satellitare.
Dal 1º ottobre 2019 l'LCN 243 è occupata dalla quarta rete del gruppo Quadrifoglio (ora "Quadrifoglio TV 243"), trasferitasi dopo l'occupazione dell'LCN 237 da parte di HSE24 Beauty. TV 243 viene quindi chiusa, anche se l'identificativo del canale non viene corretto.
Il 4 luglio 2020 il logo di rete è stato modificato ed è stato leggermente riposizionato: il numero principale che si vede ora nel logo è il 162, ma nei vari "angoli" si intravedono anche i numeri "162", "232" e "243". Dal 6 al 13 luglio il logo di tutti i canali Quadrifoglio è stato unificato e contiene le quattro numerazioni 162, 230, 232 e 243. Dal 14 luglio il logo di rete è stato nuovamente modificato riportando solamente i numeri "232" e "243"; ciò preludeva inizialmente ad una chiusura di TV 243 e alla sostituzione nel breve termine con un doppione di Canale 232. Dal 10 settembre 2020, risulta tornato in video il logo "QUADRIFOGLIO TV 243".
Il 17 dicembre 2020 il gruppo Quadrifoglio, già ridottosi, abbandona anche l'LCN 243 e ritorna il logo di TV 243, che trasmette rubriche di lottologia, video musicali ed alcune rubriche d'informazione. Dal 10 gennaio 2021 l'emittente non trasmette più video musicali né rubriche informative, ma trasmette unicamente programmi di lottologia.

#### Sfera TV
La rete Sfera TV è stata aggiunta sul mux TIMB 2 all'LCN 248 il 25 gennaio 2019; fino ad allora quella LCN era stata utilizzata principalmente da Amici Animali TV e per un breve periodo nel 2018 da 3 Channel/Match Music, entrambi trasmessi su mux locali. GM Comunicazione aveva acquistato la LCN 248 da Italia Television S.r.l., editore di Amici Animali TV, un mese prima, il 24 dicembre 2018. L'emittente ha mandato in onda uno schermo nero per alcuni giorni, finché il 31 gennaio ha cominciato a trasmettere regolarmente mandando in onda programmi e televendite di lottologia. Nel primo periodo spesso ripeteva i programmi di Quinta TV (LCN 225) coprendone il logo.
Dal 17 maggio 2019 e per un periodo, assieme a FN Sport e TV 243, ritrasmetteva dalle 16 alle 19 l'emittente Life 120 Channel in versione satellitare.
Dal 17 dicembre 2020 e per un breve periodo aggiunge al suo palinsesto alcuni programmi culturali.
Dal 30 settembre 2021 Sfera Tv è stata chiusa e sulla lcn 248 è trasmessa a livello nazionale l'emittente religiosa Tci della Televisione Cristiana in Italia Srl.

#### Canale 263
Canale 263 è una rete televisiva italiana esordita il 1º maggio 2021 al canale 263 del DTT sul mux TIMB 2. Trasmette televendite e programmi di lottologia nelle ore diurne, chat-line erotiche in quelle notturne.

#### Lazio Channel TV (canale satellitare)
Lazio Channel è stato un canale (da non confondere con il canale della Lazio Calcio) che trasmetteva via satellite sulla piattaforma Sky al canale 925 di proprietà del Gruppo Sciscione. Era una importante realtà televisiva della provincia di Latina che offriva ogni giorno al proprio pubblico una ricca informazione sugli avvenimenti locali: i telegiornali, le rubriche e le varie attività sportive.